# سرجو ماننته
سرجو ماننته (به ایتالیایی: Sergio Manente) بازیکن فوتبال و اهل ایتالیا است که از سال ۱۹۵۲ میلادی عضو تیم ملی فوتبال ایتالیا بوده و در ۱ بازی ملی حضور داشته‌است. او در بازی‌های ملی‌اش گلی به ثمر نرساند.
سرجو ماننته آخرین بازی ملی خود را در سال ۱۹۵۲ میلادی انجام داد.